# Etsushi Toyokawa
Etsushi Toyokawa (jap. 豊川悦司 Toyokawa Etsushi; ur. 18 marca 1962 w Yao) – japoński aktor. 
Zadebiutował w 1989 roku w filmie „Kimi wa boku ni suki ni naru“ (Pokochasz mnie). Od debiutu występuje w filmach, telewizji i reklamach. Największą popularność zdobył za rolę w filmie „Aishite iru to itte kure“ (Powiedz, że mnie kochasz), w którym zagrał niesłyszącego malarza. W 1993 roku zdobył nagrodę Akademii Japońskiej (Japanese Academy Award) za debiut, a następnie za rolę drugoplanową i pierwszoplanową.

## Filmografia

### Filmy
- Kimi wa boku ni suki ni naru (1989)
- Boiling Point (1990)
- Gentle 12 (1991)
- Assistant Manager Shima Kosaku (1992)
- Twinkle(1992)
- Free and Easy 6 (1993)
- Angel Dust (1994)
- Undo (1994)
- Ghost Pub (1994)
- Hanako (1995)
- Night Head (1995)
- Love Letter (1995)
- No way back (1995)
- The Man with Two Hearts (1996)
- The 8-Tomb Village (1996)
- Misty (1996)
- An Angel with Many Scars (1997)
- Lie lie Lie (1997)
- The Goofball (1998)
- Sennen tabito (1999)
- Face (2000)
- Another Battle (2000)
- The Riples (2002)
- Inochi (2002)
- Dog Star (2002)
- Moon Child (2003)
- Tange Sazen: Hyakuman ryo no tsubo (2004)
- Lakeside Murder Case (2004)
- Bluestockings (2005)
- Year one in the North (2005)
- The Man Behind the Scissors (2005)
- Bit Kids (2005)
- The Great Yokai War (2005)
- Loft (2005)
- It's Only Talk (2005)
- Until the Lights Come Back (2005)
- Dead Run (2005)
- The Sinking o Japan (2006)
- Hula Girls (2006)
- Tamamoe! (2007)
- Love Never to End (2007)
- Tsubaki Sanjuro (2007)
- South Bound (2007)
- 10 Promisese to My Dog (2008)
- The Kiss (2008)
- 20th Century Boys 1: Beginning of the End (2008)
- Teacher and Three Children (2008)
- 20th Century Boys 2: The Last Hope (2009)
- 20th Century Boys 3: Redemption (2009)
- A Good Husband (2010)
- Sword of Desperation (2010)
- Post Card (2011)
- Platinum Data (2013)
- Human Trust (2013)
- Judge! (2014)
- Climbing to Spring (2014)
- Otoko no Isshou (2014)

### Seriale
- Aishiteiru to itte kure (1995)
- Blue Bird (1997)
- Love Story (2001)
- Et Alors (2003)
- Scum of Laweyers (2006)
- Gou - Himetachi no Sengoku (2011)
- Beautiful Rain (2012)

### Reżyseria
- Romance Story - Duke, 18th Summer, Moon Dew (2006)

## Nagrody i nominacje
| Nagroda                              | Rok  | Kategoria                    | Nominowana praca   | Wynik   |
| ------------------------------------ | ---- | ---------------------------- | ------------------ | ------- |
| Nagroda Japońskiej Akademii Filmowej | 1993 | Debiut roku                  | Kira kira hikaru   | Wygrana |
| Nagroda Japońskiej Akademii Filmowej | 1993 | Debiut roku                  | Kachô Shima Kôsaku | Wygrana |
| Hochi Film Awards                    | 1995 | Najlepszy aktor drugoplanowy | Love Letter        | Wygrana |